# Ejup Mušović
Ejup Mušović (1930-1995) je bio istoričar, autor više publikacija koje su se bavile kulturno-istorijskim nasleđem i etničkom istorijom Novog Pazara, Sjenice i Tutina, kao i istorijom muslimana Crne Gore i novopazarskih Jevreja.

## Biografija
Ejup Mušović je rođen 1930. godine u Suhodolu, selu u tutinskoj opštini. Studirao je istoriju na Filozofskom fakultetu Univerziteta u Beogradu, a  na tom fakultetu i doktorirao 1978. godine sa tezom Etnički procesi i etnička struktura stanovništva Novog Pazara. Od kasnih pedesetih sarađuje sa novopazarskim muzejom, da bi početkom sedamdesetih postao i direktor ove ustanove, u okviru koje, 1977. godine, pokreće Novopazarski zbornik, stručno-naučni godišnjak.
Uz Dragicu Premović Aleksić, koja mu se 1973. godine u muzeju pridružuje  kao jedina osoba sa diplomom iz arheologije u regiji, Mušović se smatra posebno zaslužnom ličnošću za institucionalni razvoj ove ustanove. 
Biblioteka u Tutinu nosi ime Ejupa Mušovića.

## Monografije
- Etnički procesi i etnička struktura stanovništva Novog Pazara, 1979, Etnografski institut SANU, Beograd
- Tutin i okolina, 1985, Etnografski institut SANU, Beograd
- Stanovništvo sjeničkog i tutinskog kraja, 1989, Etnoantropološki problemi (monografije, knjiga br. 8), Beograd
- Muslimani Crne Gore od pada Zete 1499, 1997, Muzej Ras, Novi Pazar